# MaK 240 B és 240 C
A MaK 240 B és a MaK 240 C dízel-hidraulikus mozdonysorozatok, melyeket a Maschinenbau Kiel (MaK) gyártott az 1950-es és az 1960-as években a magán- és üzemi vasutak számára. Előbbiből összesen 55, utóbbiból 14 példányt építettek. A két típus, amelyek a tengelyelrendezést leszámítva azonosak, a MaK-rúdhajtású mozdonyok legkisebb típusai.

## Műszaki részletek

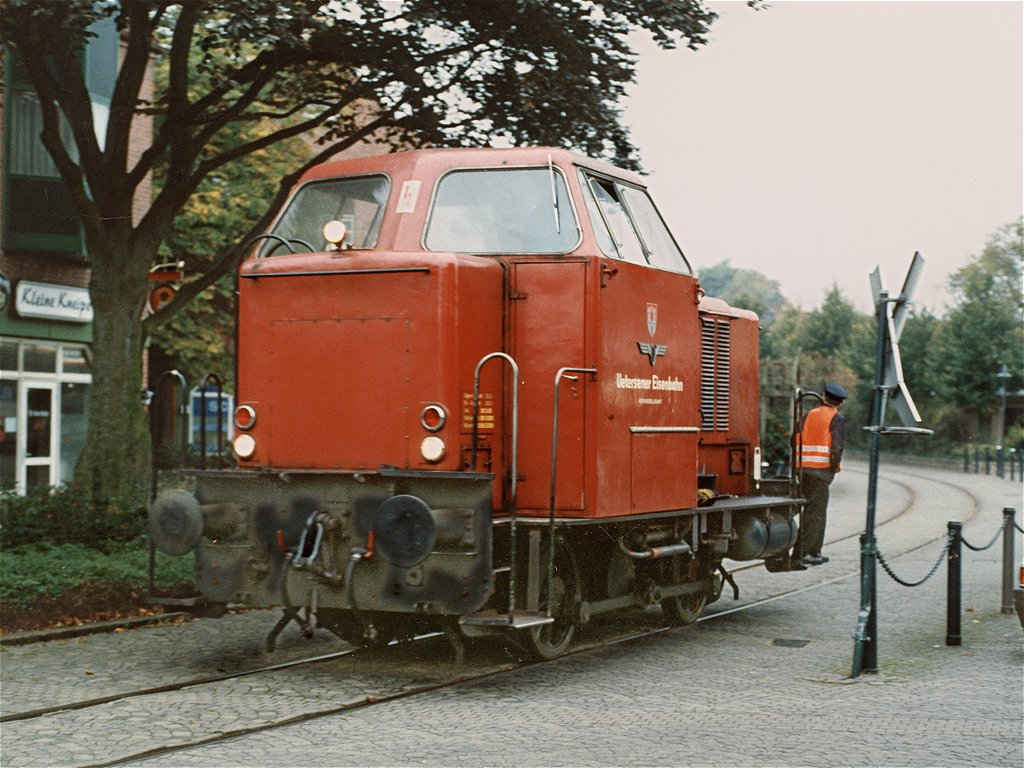
Az Uetersener Eisenbahn 240 B-je

A 240 B modellnek kettő, míg a 240 C modellnek három hajtott tengelye van. A 240 C-nél a harmadik hajtott kerékpár a legnagyobb tengelyterhelést 14 tonnáról 10 tonnára csökkentette, és ezzel egyidejűleg növelte a vonóerőt. Mindkét típust 1954-ben, a MaK első típusprogramjában vezették be. Az első legyártott 240 B még ugyanebben az évben elhagyta a MaK kieli gyárát, melyet a következő évben követett az első 240 C.
A mozdonyok hengerelt acélszelvényekből és acéllemezekből hegesztett vázra épülnek. A motor a hűtőrendszerrel együtt a hosszabb géptérben, a hajtómű a vezetőfülke alatt, az tüzelőanyag-tartályok és a különböző segédegységek pedig a rövidebb géptérben találhatók. A két típusba nem szereltek vonatfűtő berendezést, mivel a gépeket nem személyszállító vonatok elé, hanem elsősorban üzemi vasutakra szánták.
Mindkét változatot egy hathengeres MaK MS 24 típusú dízelmotor hajt, amely 1000 min⁻¹ fordulaton 240 metrikus lóerő (177 kW) névleges teljesítményű. A MaK első típusprogramjába tartozó többi mozdonyhoz hasonlóan az erőátvitel a motortól ezeknél is egy hidraulikus hajtóműn (Voith L 33 yUb) keresztül történik. Az vaktengely a 240 B-nél középen, a 240 C-nél pedig a második és a harmadik kerékpár között helyezkedik el.

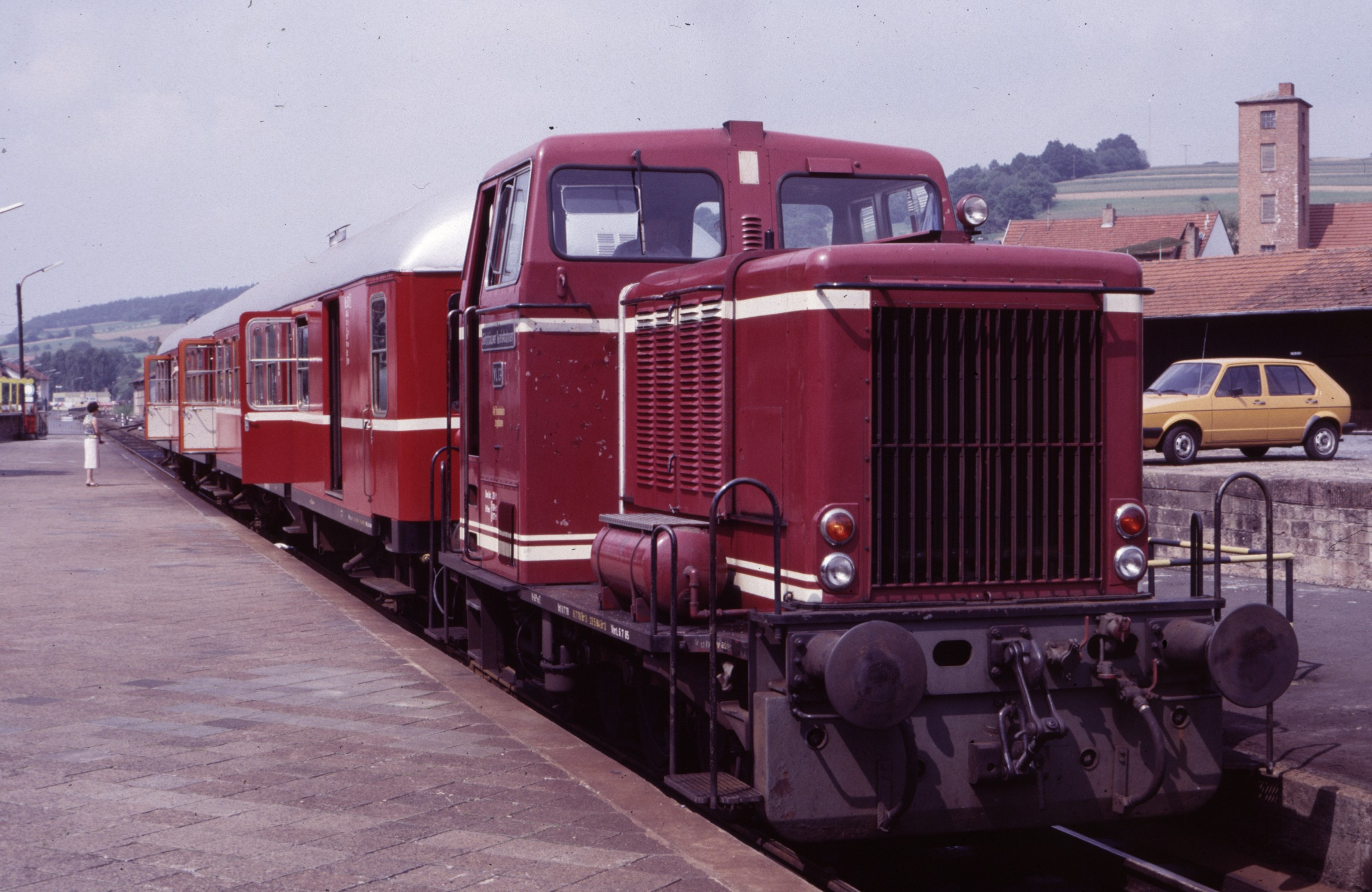
A Bad Orber Kleinbahn egyik 240 C-je személyszállító vonatként

A mozdonyok üzemi tömege a ballasztolástól függően 28 és 36 tonna között van. A nagyobb súly eléréséhez a mellgerendákat súlyokkal szerelték fel, aminek következtében a hossz is 7700 milliméterről 8100 milliméterre változott.
A megengedett legnagyobb sebesség vonali fokozatban 56 km/h (35 mph), tolatófokozatban 28 km/h (17 mph). A tüzelőanyag-tartály térfogata a kivételtől függően 300 és 1000 liter között van.
A 240 B és a 240 C kezdetben a nagyobb típusokkal megegyező vezetőfülkével került forgalomba, de 1958-tól már modernizált fülkével készültek.

## Üzemeltetők
Összesen 14 darab 240 C és 55 darab 240 B típusú mozdony készült. Az utolsó legyártott 240 B (gyári száma 220089, 1967) egyben az utolsó előtti kieli rúdhajtású mozdony is volt (az utolsó egy 450 C volt), az új típusprogram első mozdonyait már az előző években bemutatták.
A kéttengelyes mozdonyok közül sok a szén- és acéliparban tevékenykedő vállalatokhoz került; az 55 mozdonyból csak a Dortmunder Bergbau AG 19-et vett át. További felhasználási területek voltak a kikötői vasutak és a vegyipari vállalatok, mint például a hünxei Ruhr-Raffinerie olajfinomító öt mozdonnyal.
A háromtengelyes mozdonyok alkalmazási területe hasonló, bár ezeket kisebb magánvasutak is használták. Három gépet Bad Orber Kleinbahn személyszállításra is használt.
A 2020-as évekre 25 darab 240 B típusú és nyolc darab 240 C típusú mozdony maradt fenn. Számos ilyen mozdonyt múzeumvasutakon vagy helyhez kötött műemlékként őriztek meg. Mindkét típusból két mozdony (köztük a Bentheimer Eisenbahn egykori D 12 pályaszámú mozdonya, amely felújítás után 2013 novembere óta ismét üzemel) a Grafschafter Modelleisenbahnclub tulajdonában van, és 2017 óta látogatható a Klukkerthafen Nordhornon, valamint az egykori Wittlager Kreisbahn DL2 pályaszámú mozdonya is múzeumvasúti használatban van. A típus néhány példánya még a 2020-as években is különböző üzemi vasutakon látott el rendszeresen feladatokat.
| Gyártási szám                          | Gyártás éve                            | Első üzemeltető                                            | Legutóbbi üzemeltető                                         | Megjegyzés |
| 240 B-mozdonyok eredeti vezetőfülkével | 240 B-mozdonyok eredeti vezetőfülkével | 240 B-mozdonyok eredeti vezetőfülkével                     | 240 B-mozdonyok eredeti vezetőfülkével                       | 240 B-mozdonyok eredeti vezetőfülkével |
| -------------------------------------- | -------------------------------------- | ---------------------------------------------------------- | ------------------------------------------------------------ | --- |
| 220018                                 | 1954                                   | Farbenfabriken Bayer AG, Werk Uerdingen „V 1“              | SVG „T 1570“                                                 | |
| 220019                                 | 1954                                   | Farbenfabriken Bayer AG, Werk Uerdingen „V 2“              | Officine Ferroviari S.r.l.                                   | |
| 220020                                 | 1954                                   | UeE „V 1“                                                  | Arbeitsgemeinschaft Historische Eisenbahn e. V.              | 1998-ban motorhiba miatt leállították, majd a VSFT megvásárolta és a tervek szerint megjavította volna. Miután a javítást leállították, a mozdonyt emlékműként állították ki. Az Arbeitsgemeinschaft Historische Eisenbahn e. V. 2005 februárjában megvásárolta alkatrészbányaként, még ebben a hónapban selejtezték |
| 220021                                 | 1954                                   | VHH „4“                                                    | Hansaport Hafenbetriebsgesellschaft mbH „5“                  | Az 1990-es évek során selejtezték |
| 220022                                 | 1954                                   | VHH „5“                                                    | német magán                                                  | UIC-pályaszáma: 98 80 3262 005-2 D-TEL |
| 220023                                 | 1955                                   | Dortmunder Hafen und Eisenbahn AG „D 1“                    | St.M.B. „263“                                                | |
| 220024                                 | 1956                                   | AG für Zinkindustrie „4“                                   | Grillo-Werke „4“                                             | 1988. körül selejtezték |
| 220025                                 | 1957                                   | Türkiye Petrolleri AO                                      | Rahmi M. Koç Múzeum                                          | |
| 220026                                 | 1956                                   | Gußstahlwerk Witten AG „8“                                 | Elisabeth Layritz GmbH                                       | 1984-ben selejtezték |
| 220027                                 | 1956                                   | Deutsche BP AG, Raffinerie Hamburg „3”                     | Deutsche BP AG, Raffinerie Hamburg „3”                       | Robbanásbiztos kivitel. Holléte ismeretlen; 1999 márciusa előtt a Deutsche BP eladta vagy selejtezte |
| 220028                                 | 1956                                   | BE „D 12”                                                  | Grafschafter Modell- und Eisenbahn-Club e. V. „D 12”         | UIC-pályaszáma: 98 80 3262 011-0 D-GRAF |
| 240 B-mozdonyok új vezetőfülkével      |                                        |                                                            |                                                              | |
| 220038                                 | 1960                                   | Dortmunder Bergbau AG, Zeche Germania „40”                 | Zanolla Francesco s.r.l. „D D FMT CA 0023 K”                 | |
| 220039                                 | 1960                                   | Dortmunder Bergbau AG, Zeche Hansa „9“                     | VTG Benelux BV vagy INCAT vagy On Rail                       | Holléte ismeretlen |
| 220040                                 | 1959                                   | Vereinigte Kaliwerk Salzdetfurth AG „6521”                 | Deutsches Werkbahn-Museum e. V.                              | |
| 220041                                 | 1960                                   | Deutsche BP AG, Raffinerie Hamburg „4”                     | Deutsche BP AG, Raffinerie Hamburg „4”                       | Robbanásbiztos kivitel. Holléte ismeretlen; 1999 márciusa előtt a Deutsche BP eladta vagy selejtezte |
| 220042                                 | 1960                                   | Türkiye Petrolleri AO                                      | Türkiye Petrolleri AO                                        | Holléte ismeretlen |
| 220043                                 | 1958                                   | Dortmunder Hafen und Eisenbahn AG „D 2“                    | Salvatore Ventura S.r.l. „T 6533“                            | |
| 220044                                 | 1958                                   | AG für Zinkindustrie „5“                                   | Grillo-Werke „5“                                             | 1988. körül selejtezték |
| 220045                                 | 1958                                   | Dortmunder Bergbau AG, Zeche Germania „41“                 | RAG „V 617“                                                  | Holléte ismeretlen; a RAG 1984. előtt eladta vagy selejtezte |
| 220046                                 | 1958                                   | Dortmunder Bergbau AG, Zeche Germania „42“                 | On Rail Gesellschaft für Eisenbahnausrüstung und Zubehör mbH | 1991 októberében selejtezték |
| 220047                                 | 1958                                   | HIP „42”                                                   | RAG „V 307“                                                  | 1983-ban selejtezték |
| 220048                                 | 1958                                   | Dortmunder Bergbau AG, Zeche Hansa „5“                     | RAG „V 604“                                                  | 1984. előtt selejtezték |
| 220049                                 | 1958                                   | Feldmühle Papier- und Zellstoffwerke AG, Werk Lülsdorf „2” | Zimmer Schrott und Metallhandels GmbH                        | Holléte ismeretlen |
| 220050                                 | 1958                                   | Dortmunder Bergbau AG, Zeche Hansa „1“                     | RAG „V 619“                                                  | 1982-ben selejtezték |
| 220051                                 | 1958                                   | Dortmunder Bergbau AG, Zeche Hansa „6“                     | GE „V 7”                                                     | UIC-pályaszáma: 98 80 3 262 025-0 D-AGE |
| 220052                                 | 1958                                   | KEG „3”                                                    | SVG                                                          | |
| 220053                                 | 1960                                   | Deutsche BP AG, Raffinerie Hünxe „1”                       | SICA Fertil, Silo 110 Bourgogne                              | Holléte ismeretlen |
| 220054                                 | 1960                                   | Deutsche BP AG, Raffinerie Hünxe „2”                       | TanQuid „9”                                                  | A VTG az 1990-es években a duisburg-ruhrorti olajterminálban műemlékként állította ki |
| 220055                                 | 1960                                   | Deutsche BP AG, Raffinerie Hünxe „3”                       | LSB Lok Service Burkhardt AG                                 | 1997-ben selejtezték |
| 220056                                 | 1960                                   | Dortmunder Bergbau AG, Zeche Hansa „2“                     | RAG „V 621“                                                  | 1984. előtt selejtezték |
| 220057                                 | 1959                                   | Gelsenkirchener Hafenbetriebsgesellschaft mbH „5“          | Westfälische Lokomotivfabrik Karl Reuschling „26“            | Robbanásbiztos kivitel, 1994 augusztusában selejtezték |
| 220058                                 | 1960                                   | Dortmunder Bergbau AG, Zeche Hansa „10“                    | MaK, Werkstatt Moers                                         | Holléte ismeretlen |
| 220061                                 | 1960                                   | Deutsche Solvay Werke „4“                                  | VVM „1“                                                      | UIC-pályaszáma: 98 80 3 262 044-4 D-VVM |
| 220062                                 | 1960                                   | Dynamit Nobel „DL 2“                                       | PACTON Eisenbahnservice + Spezialtransporte Kay Winkler      | 2003-ban a Newagon keresztül Franciaországba került, azóta a holléte ismeretlen |
| 220063                                 | 1961                                   | Dortmunder Bergbau AG, Zeche Minister Stein „30“           | RAG „V 639“                                                  | 1984. előtt selejtezték |
| 220064                                 | 1961                                   | Deutsche Solvay Werke „5“                                  | A.Ba.Fer. „T 6208“                                           | |
| 220066                                 | 1960                                   | Dortmunder Bergbau AG, Zeche Erin „20“                     | Eisenbahnfreunde Grenzland e. V. „20“                        | |
| 220067                                 | 1960                                   | Dortmunder Bergbau AG, Zeche Erin „21“                     | Energeticon gGmbH                                            | |
| 220068                                 | 1960                                   | Dortmunder Bergbau AG, Zeche Erin „22“                     | Deutsches Dampflok- und Modelleisenbahnmuseum „22“           | |
| 220069                                 | 1961                                   | Dortmunder Bergbau AG, Zeche Hansa                         | RAG „V 623“                                                  | 1973-ban alkatrészbányaként letétbe helyezték, majd az 1970-es években selejtezték |
| 220070                                 | 1961                                   | Stahlwerke Südwestfalen AG, Werk Siegen-Geisweid „5”       | Wegener Sand- und Tonwerke GmbH                              | 1991-ben selejtezték |
| 220071                                 | 1960                                   | Dortmunder Bergbau AG, Zeche Hansa „12”                    | RAG „V 634“                                                  | 1985. előtt selejtezték |
| 220072                                 | 1961                                   | HIP „97”                                                   | Kay Winkler                                                  | 2005 februárjában selejtezték |
| 220074                                 | 1962                                   | Dortmunder Bergbau AG, Zeche Minister Stein „31”           | RAG „474“                                                    | 1987-ben selejtezték |
| 220075                                 | 1962                                   | Dortmunder Bergbau AG, Zeche Minister Stein „32”           | RAG „V 641“                                                  | 1983-ban selejtezték |
| 220076                                 | 1962                                   | Dortmunder Bergbau AG, Zeche Minister Stein „33”           | RAG „V 642“                                                  | 1984. előtt selejtezték |
| 220084                                 | 1964                                   | Deutsche BP AG, Raffinerie Hünxe „4”                       | VTG, Tanklager Duisburg-Ruhrort „10”                         | 1996-ban selejtezték |
| 220085                                 | 1964                                   | Deutsche BP AG, Raffinerie Hünxe „5”                       | Deutsche BP AG, Raffinerie Hamburg „5”                       | Holléte ismeretlen; a Deutsche BP 1999 márciusa előtt eladta vagy selejtezte |
| 220086                                 | 1964                                   | VWE „4”                                                    | VEF „DL 4”                                                   | UIC-pályaszáma: 98 80 3262 049-0 D-VEF |
| 220087                                 | 1965                                   | Klöckner Werke AG Georgsmarienhütte „1”                    | Klöckner Werke AG Georgsmarienhütte „8”                      | 1997-ben selejtezték |
| 220088                                 | 1965                                   | Klöckner Werke AG Georgsmarienhütte „2”                    | Klöckner Werke AG Georgsmarienhütte „9”                      | 1997-ben selejtezték |
| 220089                                 | 1967                                   | Klöckner Werke AG Georgsmarienhütte „3”                    | Rhenus AG „1”                                                | 1997-ben selejtezték |
| 220094                                 | 1963                                   | Dortmunder Bergbau AG, Zeche Minister Stein „34”           | Simeone & Figli                                              | Holléte ismeretlen |
| 220095                                 | 1962                                   | Farbenfabriken Bayer AG, Werk Uerdingen „5”                | Kieldampf GmbH                                               | 2011-ben hajtóműhiba miatt letétbe helyezték, 2017. óta alkatrészbánya |
| 220096                                 | 1962                                   | HIP „96”                                                   | Dampfzug-Betriebs-Gemeinschaft e. V. „V 22.04”               | UIC-pályaszáma: 98 80 3262 055-7-DBG |
| 240 C-mozdonyok eredeti vezetőfülkével |                                        |                                                            |                                                              | |
| 220029                                 | 1955                                   | VKS „32”                                                   | Impresa Veltri                                               | Holléte ismeretlen |
| 220030                                 | 1955                                   | VKS „33”                                                   | Grafschafter Modell- und Eisenbahn-Club e.V. „33”            | UIC-pályaszáma: 98 80 3263 002-8 D-GRAF |
| 220031                                 | 1956                                   | A/S Amagerbanen „1”                                        | A/S Lollandsbanen „M 15”                                     | 1990-ben selejtezték |
| 220032                                 | 1956                                   | Bayer AG, Werk Dormagen „1”                                | VEM Erz und Stahl GmbH „1”                                   | Az 1990-es években selejtezték |
| 240 C-mozdonyok új vezetőfülkével      |                                        |                                                            |                                                              | |
| 220033                                 | 1958                                   | Bayer AG, Werk Dormagen „2”                                | Misburger Hafengesellschaft mbH „21”                         | 1990-ben letétbe helyezték, 1997-ben selejtezték |
| 220034                                 | 1958                                   | WKB „DL 2”                                                 | MEM „2”                                                      | |
| 220035                                 | 1957                                   | FOC                                                        | FCC „30201”                                                  | Az 1990-es években letétbe helyezték, holléte ismeretlen |
| 220036                                 | 1958                                   | Gelnhäuser Kreisbahnen „VL 11”                             | Museumsbahn e. V. „VL 11”                                    | |
| 220037                                 | 1958                                   | Gelnhäuser Kreisbahnen „VL 12”                             | Museumsbahn e. V. „VL 12”                                    | |
| 220059                                 | 1960                                   | Hafen und Verkehrsbetriebe der Landeshauptstadt Kiel „3”   | Kieldampf GmbH                                               | |
| 220060                                 | 1960                                   | Gelnhäuser Kreisbahnen „VL 13”                             | Kreiswerke Gelnhausen GmbH „VL 13”                           | 1997 októberében a birsteini vasútállomásnál emlékműként állították ki |
| 220073                                 | 1961                                   | VKS „35”                                                   | Francesco Ventura S.r.l.                                     | |
| 220077                                 | 1962                                   | Vereinigte Kaliwerk Salzdetfurth AG, Werk Hattorf „1”      | Deutsches Werkbahn-Museum e. V.                              | |
| 220078                                 | 1962                                   | Vereinigte Kaliwerk Salzdetfurth AG, Werk Hattorf „2”      | Kali und Salz GmbH, Werk Sigmundshall „4”                    | 1996-ban letétbe helyezték, majd alkatrészbányaként használták, 2001-ben selejtezték |

## Fordítás
- Ez a szócikk részben vagy egészben  a   MaK 240 B című német Wikipédia-szócikk ezen változatának fordításán alapul.  Az eredeti cikk szerkesztőit annak laptörténete sorolja fel. Ez a jelzés csupán a megfogalmazás eredetét és a szerzői jogokat jelzi, nem szolgál a cikkben szereplő információk forrásmegjelöléseként.